# Chinas Go-West-Strategie

Rot: Westchina

Die Go-West-Strategie (vereinzelt auch Go-West-Kampagne) ist eine Strategie der chinesischen Regierung, die die „große Erschließung Westchinas“ (chinesisch 西部大开发, Pinyin Xībù Dàkāifā) zum Ziel hat und eine Vielzahl von Förderprogrammen auf unterschiedlichen Ebenen sowie Projekte im Rahmen der jeweiligen 5-Jahresplanung umfasst.

## Die westchinesischen Provinzen

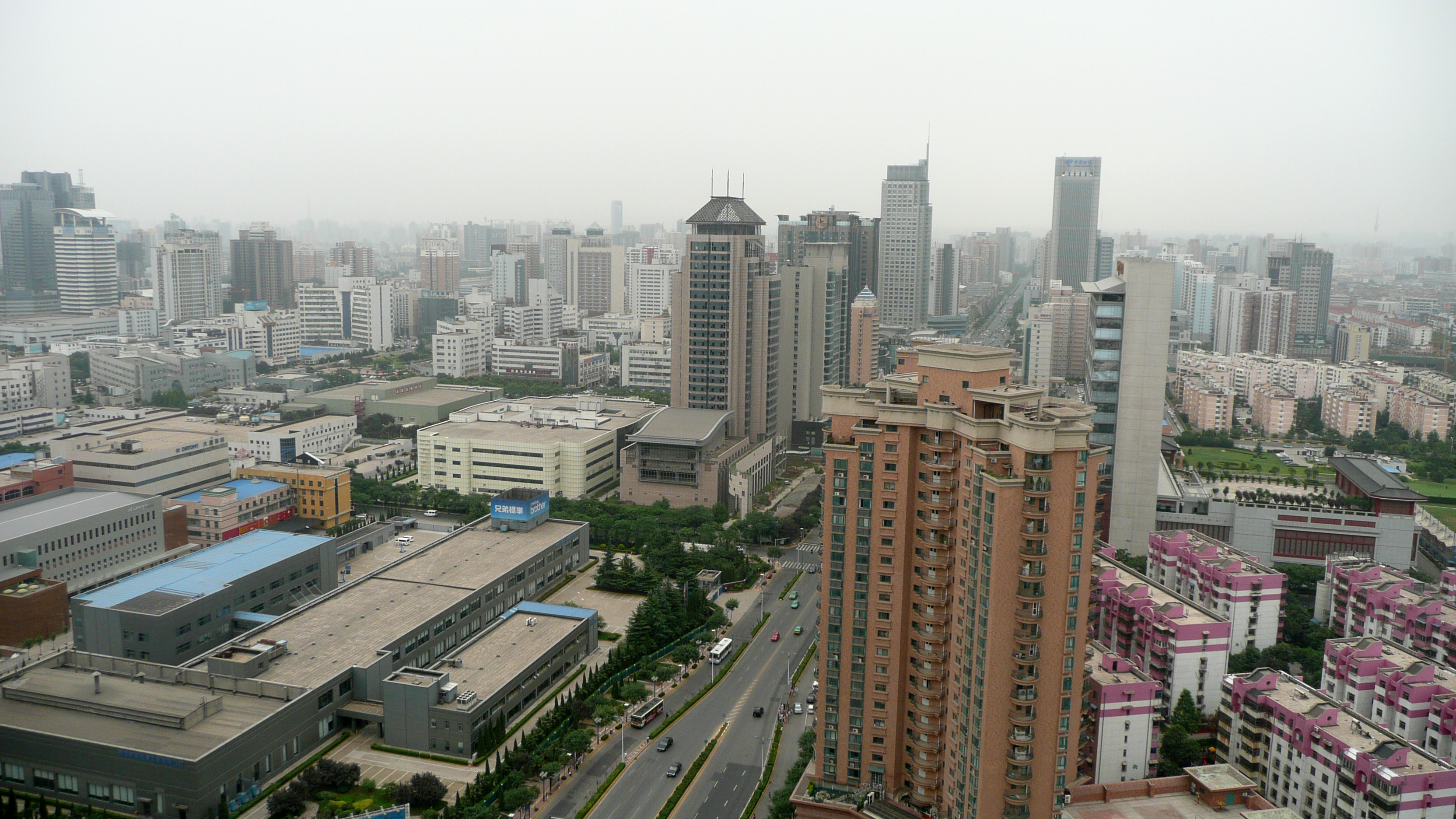
Blick auf den High-Tech Park Xi’an

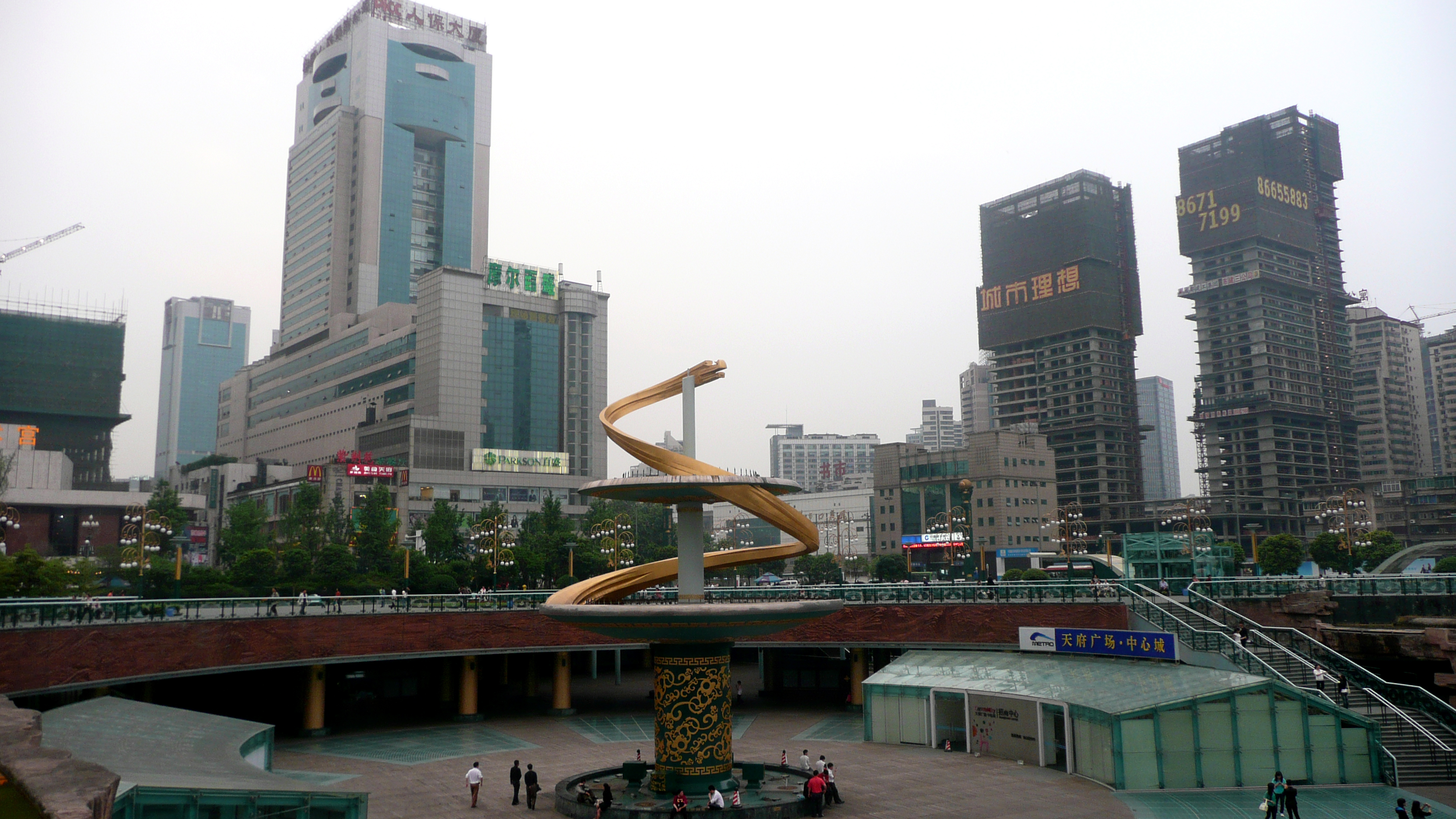
Das neue Stadtzentrum von Chengdu

Unter Westchina werden die folgenden 12 Provinzen, Städte und autonomen Gebiete zusammengefasst: Sichuan, Chongqing, Guizhou, Yunnan, Guangxi, Tibet, Shaanxi, Gansu, Qinghai, Ningxia, Xinjiang und die Innere Mongolei. In dieser Region leben auf einer Fläche von 6,6 Millionen Quadratkilometern, das sind 69 % der Gesamtfläche Chinas, rund 365 Millionen Menschen (28 % der Gesamtbevölkerung; Stand 2008), das Bruttoinlandsprodukt betrug 2008 5,8 Billionen Yuan, d. h. 19 % des chinesischen BIP insgesamt.
Die Westgebiete verfügen über reiche natürliche Ressourcen. Die Energie- und Bodenschatzressourcen in den Westgebieten sind ebenfalls beträchtlich: Wasserkraft, Erdöl und Erdgas, Kohle, seltene und Buntmetalle, Kalium und Phosphor. Unter den erkundeten Vorräten machen die Kohlevorkommen in den Westgebieten 53 % der landesweiten Reserven aus, bei Naturgas 68 %, bei Zinn 80 % und Nickel 97 %. Von Chinas knapper Ressource an verfügbarem Ackerland liegen 37 % in den Westgebieten, von seinen Erdölquellen knapp ein Fünftel.
Aufgrund der natürlichen Gegebenheiten, der Geschichte und einiger gesellschaftlicher Faktoren fand in Westchina nur eine sehr langsame Entwicklung statt, sodass es im Vergleich zu Ostchina wirtschaftlich relativ rückständig ist. Die Mehrheit der sehr armen Menschen in China lebt in den Westgebieten. Hier leben neben den Han-Chinesen (rund 80 %) insgesamt 51 der 55 nationalen Minderheiten Chinas. Die nationalen Minderheiten machen hier mit etwa 77 Millionen Angehörigen rund 20 % der Bevölkerung aus. Dieser Prozentsatz ist höher als im restlichen China, wo der Anteil nationaler Minderheiten des Landes nur 8 % beträgt, bei etwa 92 % Han-Chinesen.
Die wichtigsten Zentren der Erschließung Westchinas sind:
- Nordwestchina: Xi’an (Shaanxi)
- Zentralwestchina: Chengdu (Sichuan) sowie Chongqing
- Südwestchina: Kunming (Yunnan) und Nanning (Guangxi)

## Die Go-West-Strategie der chinesischen Regierung

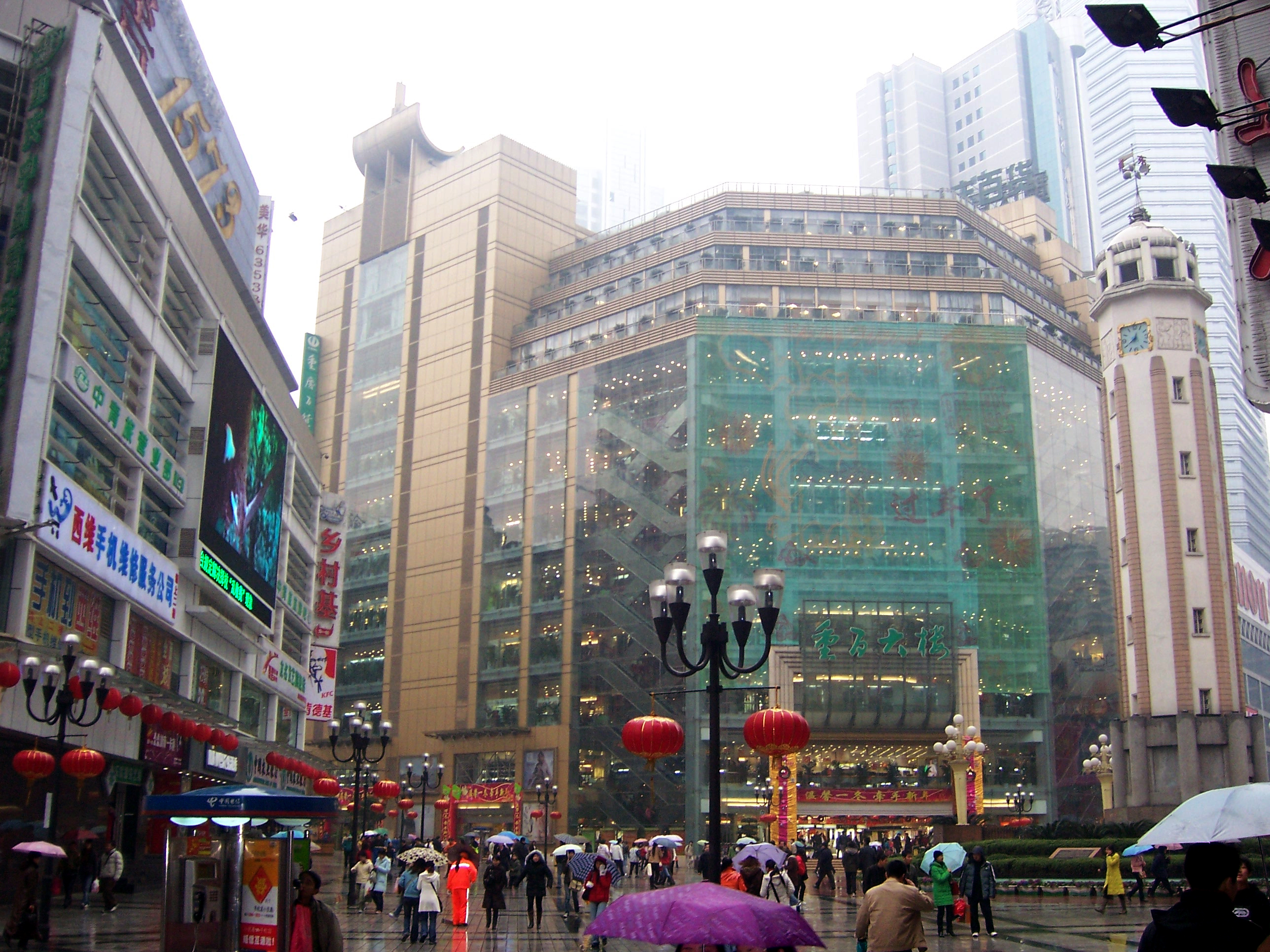
Das Zentrum von Chongqing

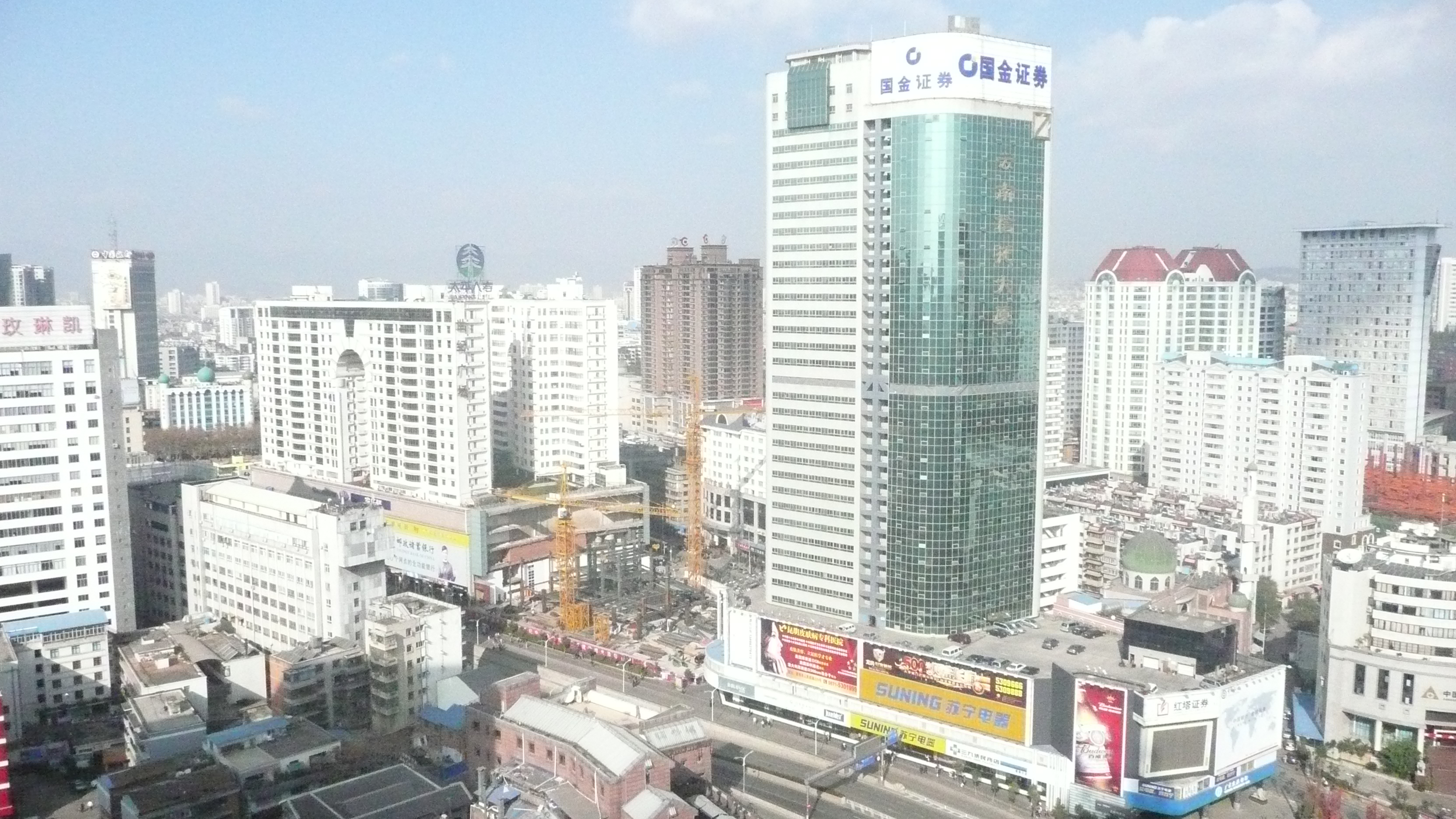
Blick auf das neue Geschäftsviertel von Kunming

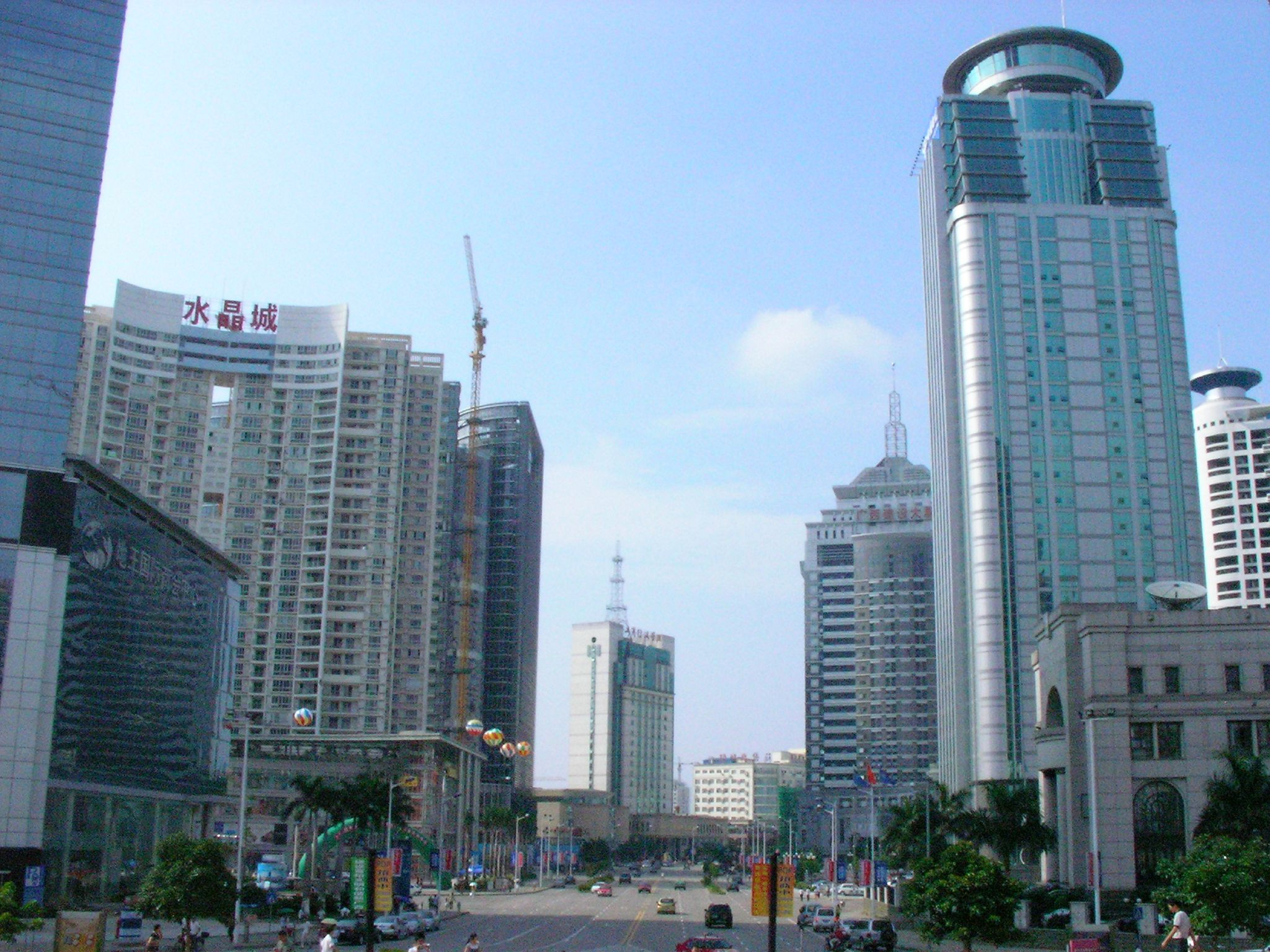
Zentrum von Nanning

Durch die verstärkte Förderung der Entwicklung Westchinas soll eine Angleichung der Lebens- und Einkommensverhältnisse innerhalb Chinas erreicht werden.
Im Juni 1999 stellte Jiang Zemin, Generalsekretär der KP Chinas, das Konzept der beschleunigten Erschließung Westchinas vor, wobei vor allem durch politische Maßnahmen in- und ausländisches Kapital und Fachkräfte zur Erschließung Westchinas herangezogen und gezielt die koordinierte Entwicklung der Bevölkerung, der Ressourcen, der Umwelt sowie der Wirtschaft und Gesellschaft in diesem Gebiet gefördert werden sollen. Bis zur Mitte des 21. Jahrhunderts soll Westchina verstärkt modernisiert werden, so dass die derzeit noch existierenden regionalen Unterschiede reduziert werden.
Die im Dezember 2000 durch den Staatsrat der VR China veröffentlichte „Mitteilung über politische Maßnahmen zur Durchführung der Entwicklung Westchinas“ umfasst folgende Hauptinhalte: beschleunigter Aufbau der Infrastruktur, verstärkter Schutz der Umwelt und ihre Sanierung, Entwicklung von Wissenschaft, Technik, Bildung, Kultur und Gesundheitswesen. Dafür werden verstärkt finanzielle Mittel zur Verfügung gestellt, es werden politische Maßnahmen zur Verbesserung des Investitionsumfeldes, des Ausbaus der Öffnung nach innen und außen ergriffen, darunter Vergünstigungen für ausländische Investitionen, Steuervergünstigungen u. a.
Am 15. Februar 2009 fand in Yunnan eine Konferenz zur Bewertung der Ergebnisse der deutsch-chinesischen Kooperationsprojekte des Büros für die Erschließung Westchinas bei der Kommission für Entwicklung und Reformen sowie der Deutschen Gesellschaft für Technische Zusammenarbeit (GTZ) statt. Zwischen der GTZ und Westchina gibt es bereits seit 26 Jahren Kooperationen, die vor allem im Hinblick auf den 10. Jahrestag des Programms der Erschließung der Westregionen weitergeführt werden sollen.

## Regionale Wirtschaftszonen
Im Rahmen der Go-West-Strategie sollen in den kommenden Jahren die folgenden regionalen Wirtschaftszonen vorrangig entwickelt werden:
- Wirtschaftszone Guanzhong-Tianshui in Nordwestchina (Xi’an und Xianyang in der Provinz Shaanxi sowie Tianshui in der Provinz Gansu)
- Wirtschaftszone Chengdu-Chongqing in Zentralwestchina
- Wirtschaftszone Beibu Gulf in Südwestchina

## Schlüsselprojekte
Zu den wichtigsten Schlüsselprojekten gehören:
- Sicherung der Trinkwasserversorgung für 53 Mio. Einwohner in den ländlichen Regionen des Westens bis 2013. Dies wurde bis zum Jahr 2015 vollständig erledigt.[8]
- Ausbau der Verkehrswege (Straßen, Schnellzugverbindungen, Flughäfen)
  - Lhasa-Bahn
  - Hochbahn Chongqing
- Umweltschutz
- Erneuerbare Energien (Solar-, Wind- und Wasserenergie)
  - Am Mekong entsteht in der Provinz Yunnan eine Kaskade von acht Talsperren auf einer Strecke von 800 km.[9]
- Ansiedlung ausländischer Investitionen
- Ausbau von Forschungszentren